# Bharthana
Bhartana es  una ciudad y municipio situado en el distrito de Etawah en el estado de Uttar Pradesh (India). Su población es de 44120 habitantes (2011). 

## Demografía
Según el  censo de 2011 la población de Bhartana  era de 44120 habitantes, de los cuales 23213 eran hombres y 20907 eran mujeres. Bhartana tiene una tasa media de alfabetización del 86,48%, superior a la media estatal del 67,68%: la alfabetización masculina es del 90,59%, y la alfabetización femenina del 81,94%.